# Sofies värld (film)
Sofies värld (norska: Sofies verden) är en norsk-svensk dramafilm från 1999 i regi av Erik Gustavson. Som förlaga till filmen har man Jostein Gaarders roman Sofies värld från 1991. I huvudrollerna ses Silje Storstein och Tomas von Brömssen.
Filmen hade biopremiär i Norge 6 augusti 1999 och premiär som TV-serie på Norsk rikskringkasting 5 oktober 2000.

## Handling
Huvudpersonen Sofie, som lever i Norge år 1990, får oväntat flera mystiska brev med filosofiska frågor; det blir en hel brevkurs i filosofi. Till början handlar den om Bibeln och senare fortsätter den med stora filosofer, bland annat Sokrates, Immanuel Kant och Sigmund Freud.

## Rollista
- Silje Storstein – Sofie Amundsen / Hilde Møller Knag
- Tomas von Brömssen – Alberto Knox
- Andrine Sæther – Sofies mor
- Bjørn Floberg – major Albert Knag
- Hans Alfredson – Sokrates
- Nils Vogt – lärare Jacobsen
- Minken Fosheim – Hildes mor
- Edda Trandum Grjotheim – Jorunn
- Arne Haakenaasen Dahl – Georg / Mischa / Giovanni
- Sullivan Lloyd Nordrum – Jørgen
- Kjersti Holmen – fru Johnsen
- Ingar Helge Gimle – herr Johnsen
- Giorgos Floros – Meletos
- Sven Henriksen – Platon
- Mark Tandy – William Shakespeare
- Kåre Conradi – Hamlet
- Espen Skjønberg – Leonardo da Vinci
- Eindride Eidsvold – Michelangelo
- Ola Otnes – Nikolaus Kopernikus
- Finn Schau – Johannes Gutenberg
- Rocco Petruzzi – arkitekt Spinotti
- Vanessa Borgli – spansk señorita
- Christian Skolmen – Maximilien de Robespierre
- Jesper Christensen – Søren Aabye Kierkegaard
- Michael N. Harbour – George Berkeley
- Pjotr Sapegin – rysk officer
- Lars Arentz-Hansen – FN-officer
- Jon Eivind Gullord – guide i Grekland
- Filippo Pina Castigliono – operasångare
- Andrea Gustavsson – Rödluvan
- Kim Haugen – berättaren
- Fredrik Langfeldt – Jimmy
- Jon Øigarden – Harry
- Geir Pettersen – Zorro
- Christoffer Staib – Robin Hood
- Sofie Cappelen – jungfru Marion
- Lars Reynert Olsen – Aramis
- Gitte Witt – Lisa
- Maria Sand – Peggy Sue
- Ole Johan A. Larsen – äldre man

## Om filmen
Filmen är 114 minuter lång och spelades samtidigt in som en TV-serie på 4 stycken 30 minuters avsnitt som går längre in på djupet i handlingen. Med en budget på 70 miljoner norska kronor blev filmen 1900-talets dyraste nordiska filmproduktion.
Filmen spelades in i Akropolis i Aten, Nidarosdomen i Trondheim och i NRK Dramas studio i Nydalen i Oslo mellan februari 1998 och september samma år.

## Mottagande
Filmen sågs av 208 000 biobesökare i Norge och blev därmed den mest sedda filmen på bio i Norge det året.
TV-serien blev däremot en tittarflopp och där det första avsnittet sågs av 433 000 tittare, men till senare avsnitt sjönk tittarantalet snabbt.

## Fortsättning
I förbindelse med TV-premiären anordnade NRK Drama i samarbete med Verdikommisjonen och Aschehoug förlag en skrivartävling för tiondeklassare att skriva en fortsättning på filmen. Tävling avslutades 20 december 2000, och tre pris delades ut på 5000, 3000 och 2000 kronor respektive.